# Werner Peter
Werner Peter (Sandersdorf, 25 maggio 1950) è un ex calciatore tedesco orientale dal 1990 tedesco, di ruolo attaccante.